# جوزف طانيوس لبس
جوزف طانيوس لبّس، كاتب وباحث، وأستاذ محاضر في الجامعة اللبنانية وجامعة القديس يوسف، له مؤلّفات في الجماليّة وأدب الرحلة وأدب السيرة وتاريخ الأديان.

## سيرته العلمية
ولد سنة 1966 في منطقة الصيفي (بيروت) من عائلة لبنانيّة، نشأ وترعرع في قب الياس في محافظة البقاع شرق لبنان، تلقّى علومه الأولى وهو ابن عامَين في مدرسة سيدة الرسل، وتابع دراسته الثانوية في ثانويّة قب الياس الرسميّة، إلى أن نال سنة 1989 الإجازة التعليميّة في اللغة العربية وآدابها من الجامعة اللبنانية الفرع الرابع، وبعدها حصل على دبلوم الدراسات العليا سنة 1994 من الفرع الثاني، اختصاص أدب أطفال، وفي سنة 2003 حصل على الدكتوراه اللبنانية في اللغة العربية وآدابها من الجامعة اللبنانية، اختصاص أدب النهضة، بعدما قدّم أطروحته الحبّ والموت من منظور السيرة الذاتيّة بين مصر ولبنان تحت إشراف د. أنطوان معلوف، ونالت 17 من 20 وقُدّرت بدرجة جيّد جدّاً، ثمّ تدرّج بعدها وأصبح أستاذاً مساعداً في كلية الآداب والعلوم الإنسانية في الجامعة اللبنانية سنة 2013، وأستاذًا سنة 2017.
وردَ اسمه في معجم المؤلّفون العرب المسيحيّون من قبل الإسلام إلى آخر القرن العشرين (بيروت، دار المشرق، ط1، 2018)، المجلّد 9، ص12-13.

## مؤلّفاته
1. النحت بالكلمات - نصوصٌ من المرمر. دار البَنان، دير الزهرانيّ، 2020 (مع خمس وعشرين منحوتة ملوّنة) [128ص].[2]
2. الإزميل والقلم - حوار النحت والأدب. دار البَنان، دير الزهرانيّ، 2020 (مع ثلاثين منحوتة ملوّنة) [136ص].[3]
3. المفكّرة الرومانيّة - يوميّات رحلة إلى المدينة الخالدة. دار المشرق، 2020 (مع ثماني عشْرة صورة ملوّنة) [96ص].[4]
4. ترنيمة العندليب الثالثة - حوار الكلمة واللون. بيروت، دار أوراق الزمن، 2018 (مع خمسين لوحة فنيّة ملوّنة) [136 ص].[5]
5. تقاسيم على وتر منفرد - حين نرى ونقرأ ونكتب. دار البَنان، دير الزهرانيّ، 2015 (مع خمسين لوحة فنيّة ملوّنة) [136 ص].[6]
6. مطر من ورد - دراسة في ثنائيّة الدين والفنّ ونصوص مختارة. دار المشرق، بيروت، 2012 (مع ثلاثين صورة ملوّنة) [200 ص].[7]
7. المفكِّرة الباريسيّة - مشاهد وتأمّلات في أدب الرحلات. دار البَنان، دير الزهرانيّ، 2012 (مع خمس وثمانين صورة فوتوغرافيّة ملوّنة) [167 ص].
8. المعلوماتية واللغة والأدب والحضارة - الرقم والحرف. المؤسّسة الحديثة للكتاب، طرابلس، 2012 [224 ص].[8]
9. ساعات رمليّة وألماس - نصوصٌ منارات في تاريخ القراءة. دار النهضة العربية (بيروت)، 2011 [300 ص].[9]
10. لوحات إن حكت - قراءات في لوحات القراءة. دار البَنان، دير الزهرانيّ، 2011؛ ط2، 2017 (مع خمسين لوحة فنيّة ملوّنة) [128 ص].[10]
11. كتاب أخي - مذكِّرات وذكريات. مطبعة شمالي آند شمالي، بيروت، 2009 (طبعة فاخرة) [143 ص].[11]
12. الحبّ والموت من منظور السيرة الذاتيّة بين مصر ولبنان في أدب طه حسين، وتوفيق الحكيم، وعائشة عبد الرحمن، وميخائيل نعيمة، وتوفيق يوسف عواد، وليلى عسيران. وهو أطروحة دكتوراه نَشرتها دار المشرق كتاباً في بيروت، 2009. ورشّحته الدارُ الناشرة لـِ «جائزة المتوسط للكتاب» الإيطاليّة (Premio Mediterraneo del Libro) التي تمنحها مؤسّسة المتوسّط، نابولي [479 ص].[12]
13. قصص الحيوان في أدب الأطفال (في الرُّبع الأخير من القرن العشرين). وهو رسالة جامعية أشرف عليها د. جورج زكي الحاج، ونشرتها كتاباً الأهليّة للنشر والتوزيع، بيروت، 1996 [131ص].[13]
14. تفاح من ذهب في سلال من فضة. وهو منتخبات أدبيّة في 166 موضوعاً مع فهارس، نشرته مؤسّسة نوفل، بيروت، 1996. (طبعة ثانية، الدار العربية للعلوم، بيروت، 2008؛ ط3، دار البَنان، 2019) [560 ص].[14]

## بحوثه ومقالاته
1. «قراءة في وصيّة مثقّف وطنيّ - لبنان في مَهبّ واشنطن وتلّ أبيب للدكتور أنطوان معلوف» (دراسات جامعيّة في الآداب والعلوم الإنسانيّة، الجزء الأوّل، حزيران 2020)، ص94-102.[15]
2. «ديانة من ماء - المطر في الديانة الكنعانيّة» (المشرق، السنة 93، الجزء الثاني، تمّوز – كانون الأوّل 2019)، ص385-402.[16]
3. «تكوين الطالب الباحث أو قدْحُ الزَّنْد» (المشرق، السنة 93، الجزء الأوّل، كانون الثاني - حزيران 2019)، ص11-24.[17]
4. «دور وسائط التواصل الاجتماعيّ في رابوع اللغة» (المشرق، السنة 91، الجزء الثاني، تمّوز - كانون الأوّل 2017)، ص427-436.[18]
5. «المطر والأرجوان أو الدِّين والفنّ في الحضارة الكَنعانيّة» (المشرق، السنة 91، الجزء الأوّل، كانون الثاني - حزيران 2017)، ص141-165.[19]
6. «ساعات رمليّة وألماس - في تقريظ الأنا القارئة» (المشرق، السنة 90، الجزء الثاني، تمّوز - كانون الأوّل 2016)، ص493-515.[20]
7. «مِعطف الرماد جسد الضوء لِـ بسمة الصيّاديّ - قراءة في فنَّي الشَّذْرة والسَّرْد» (المشرق، السنة 90، الجزء الأوّل، كانون الثاني - حزيران 2016)، ص91-108.[21]
8. «فنّ الشَّذْرة والقصّة القصيرة جدّاً - مِعطف الرماد أنموذجاً» (كتابات معاصرة، العدد 96، تمّوز - آب 2015)، ص99-102.
9. «منهج النقد الموضوعاتيّ - في البحث عن النغم الضائع» (المشرق، السنة 89، الجزء الثاني، تمّوز - كانون الأوّل 2015)، ص669-687.[22]
10. «البحث الأدبيّ في ظلّ الكُمبيوتر والإنترنت - وجهة نظر» (المشرق، السنة 89، الجزء الأوّل، كانون الثاني - حزيران 2015)، ص161-179.[23]
11. «على عتبة الكنيس - محاولة في فهم اليهوديّة واليهود» (المشرق، السنة 88، الجزء الثاني، تمّوز - كانون الأوّل 2014)، ص525-561.[24]
12. «الورد والأفيون أو صراع الفنّ والدين» (المشرق، السنة 88، الجزء الأوّل، كانون الثاني - حزيران 2014)، ص125-152.[25]
13. «المطر والورد أو جدليّة الدين والأدب» (حوليّات، منشورات جامعة القدّيس يوسُف في بيروت، تشرين الأوّل 2018)، ص85-112.[26]
14. «المفكِّرة الرومانيّة - يوميّات رحلة إلى المدينة الخالدة» (المشرق، السنة 87، الجزء الثاني، تمّوز-كانون الأوّل 2013)، ص431-451.[27]
15. «أن نقرأ لنحيا - لمَ؟ ماذا؟ كيف؟ متى وأين نقرأ؟» (المشرق، السنة 86، الجزء الثاني، تمّوز-كانون الأوّل 2012)، ص601-613.[28]
16. «شذرات منتخبة من إيروسيّة باتاي» (ترجمة).[29]
17. «سعيد عقل شاعراً أسطوريّاً في المجدليّة وقَدْموس» (المشرق، السنة 86، الجزء الأوّل، كانون الثاني-حزيران 2012)، ص127-147.[30]
18. «أمين نخلة الشاعر الفنّان» (المشرق، السنة 85، الجزء الأوّل، كانون الثاني-حزيران 2011)، ص245-257.[31]
19. «ميخائيل نعيمة ناقداً أدبيّاً» (المشرق، السنة 84، الجزء الأوّل، كانون الثاني-حزيران 2010)، ص201-224.[32]
20. «القصّة اللبنانيّة بين الحربين» (الحكمة، العدد 30، كانون الأوّل 1997)، ص89-97.
21. «جبّور عبد النور المعجم الأدبيّ» (الحكمة، العدد 28، تشرين الأوّل 1997)، ص64-65.
22. «عظماء على فراش الموت» (الحكمة، العدد 23، آذار 1997)، ص96-97.
23. «النقد الجذريّ - المحوريّ» (الحكمة، العدد 21، كانون الثاني 1997)، ص53-56.

## تقديم وتحرير
1. تقديم لكتاب بسمة الصيّادي، مِعطف الرماد جسد الضوء (شعر وسرد وحكمة)، بيروت، دار أوراق الزمن، ط1، 2014.
2. تقديم لألبوم جاكلين الأشقر لبُّس، حدائق الألوان (كتاب فنّيّ)، بيروت، دار أوراق الزمن، ط1، 2017.
3. تحرير وتقديم لكتاب الدكتور أنطوان معلوف، حتّى لا تيبس الأشجار (مقالات)، بيروت، دار أوراق الزمن، ط1، 2019.[33]
4. تحرير دليل مناهج البحث العلميّ، كليّة الآداب والعلوم الإنسانيّة، الجامعة اللبنانيّة، ط1، 2020.[34][35]

## مسيرته الأكاديميّة
في العام 1985 غدا ابنُ العامَين الذي دخل المدرسة باكراً، معلّماً ابنَ ثمانية عشر؛ فبعد حصوله على البكالوريا، درّس في معهد راهبات سيّدة الرسل، قب الياس، وخلال ستة أعوام، اللغة العربية والاجتماعيات بما فيها التاريخ والجغرافيا والتربية. وفي ثانويّة سيّدة الرسل، نيو روضة، بيروت، درَّس بين العامَين 1991- 1995 اللغة العربية وآدابها في مرحلتَي التكميلي والثانوي، وعلَّم بين العامَين 1995- 2010 اللغة العربية والترجمة في الليسيه الفرنسية اللبنانية الكبرى، الأشرفية، بيروت. وفي الحديث عن مشواره التعليميّ يقول جوزف لبّس في مقابلة إذاعيّة أُجريت معه على أثير إذاعة لبنان:«كتبتُ كتاب تفاح من ذهب في سلال من فضة لحاجتي إلى ما فيه من معلومات، كنت أحتاج إلى أن أزوّد طلّابي في كل درسٍ من دروس القراءة، بقولٍ مأثور من أقوال العظماء، فاضطررتُ إلى أن أجمع 166 موضوعاً ولكل موضوع 10 أقوال، فرافقني هذا الكتاب في مشواري التعليميّ كلّه». وبعد نيلِهِ الدكتوراه (2003) غدا محاضراً سنة 2009 في مادّة طرائق التعليم، في الجامعة اللبنانية، الفرع الثالث، طرابلس، وفي مادّة المعلوماتية واللغة والأدب والحضارة سنة 2010 في كِلا الفرعين الأول والثالث، ومحاضراً سنة 2011- 2013 في موادّ الأدب والدين، وروائع الأدب العالمي، ومقاربات نصية في الفكر العربي الحديث، في جامعة القديس يوسف (اليسوعيّة)، معهد الآداب الشرقية، بيروت، وفي عددٍ من أرصدة الإجازة والماستر في الجامعة اللبنانية، قسم اللغة العربية وآدابها، الفرع الأول، بيروت؛ إلى أن أصبح أستاذاً مساعداً متفرّغاً في الجامعة اللبنانية سنة 2013، فأستاذًا سنة 2017.

## في المهارات والنشاطات الثقافية
إختار جوزف لبّس أن يعيشَ حياته بين الكتب، قارئاً وباحثاً، ممنهجاً في بحثه، أسلوبًا ومادّةً وتعبيراً، وغاص في بحر الثقافة وتبحَّر في الآداب الشرقية والغربية والفنون الجميلة، فجدّد في تعليم اللغة العربية وآدابها بالجمع بين الفنون ومستجدّات العصر؛ له حوارات إذاعية (صوت لبنان ، الإذاعة اللبنانية) وتلفزيونيّة (تلفزيون لبنان، تلفزيون المستقبل، تلفزيون الجديد، الثقلين، المنار، الميادين، الكوثر، مريم تي في، إم تي في اللبنانية )، ومشاركات في برامج ثقافية، «الأولون» على تلفزيون المستقبل، وفاز بالجائزة الأولى عن فئة الأدب؛ له مشاركات عديدة في المؤتمرات والندوات والأمسيات، منها:
- 2018-2020: مشارك في لجان علميّة في كليّة الآداب والعلوم الإنسانيّة - الجامعة اللبنانيّة.
- 2016: المشاركة في المؤتمر الدوليّ الأوّل لجمعيّة بالعربيّة، في قصر المؤتمرات - ضبيه بورقة بحثيّة عنونها: «دور وسائط التواصل الاجتماعيّ في رابوع اللغة».[47]
- إحياء ندوة في مركز لويس بوزيه لدراسة الحضارات القديمة والوسيطة، التابع للمكتبة الشرقيّة (جامعة القدّيس يوسف)، بعنوان: «المطر والأرجوان أو الدين والفن في الحضارة الكَنعانيّة».
- 2015: المشاركة في ندوة، برعاية عمادة الآداب في الجامعة اللبنانيّة، حول كتاب بسمة رضوان الصيّادي (معطف الرماد جسد الضوء) بورقة بحثيّة تحدّث فيها عن أدب الشذرة في مجموعتها التأملية.[48]
- 2014: المشاركة في دورات تدريبيّة في معهد الآداب الشرقية بجامعة القدّيس يوسف، وفي نشاطات المعهد بأمسياتٍ أدبيّة ومحاضرات، منها محاضرة «المطر والورد أو جدليّة الدين والأدب» [49]، إلى جانب رضوان السيد وسعود المولى.
- الإسهام في تنظيم مؤتمر «العلوم الإنسانية في التعليم العالي - واقع وآفاق» في الجامعة اللبنانية، وشاركَ في جلَساتهِ بورقةٍ بحثيّة حملت عنوان «البحث الأدبي في ظلّ الكمبيوتر والإنترنت - وجهة نظر».

ويُذكر أيضاً أنّه كاتب في عددٍ من المواقع الإلكترونيّة والمنتديات الثقافيّة، منها:
- موقع محمّد أسليم
- مدوَّنة جورج باتاي
- مدوَّنة غاستون باشلار

حظيتْ مؤلفاته بكلماتٍ ومقالات كتبها عددٌ من الكتّاب والأدباء، منهم: سمير شيخاني (مؤلف ومترجم)، والأب يوحنا قمير (أديب ومفكّر)، والأب يوسف مونّس  (أنثروبولوجيّ)، والأب سليم دكّاش (رئيس جامعة القديس يوسف)، وإميل بديع يعقوب (أكاديميّ)، وربيعة أبي فاضل  (أديب وأكاديميّ)، ومحمّد أبو علي (عميد كلية الآداب والعلوم الإنسانية في الجامعة اللبنانية)، وسلطان ناصر الدين (باحث تربويّ)، وإقبال الشايب غانم (صحافية وأديبة)، ومي منسّى (إعلامية وروائية)..

## وصلات خارجية
- جوزف لبّس:
  - بسمة الصَّيَّاديّ – مِعطفُ الرَّماد جسدُ الضَّوء (1) (واسطةُ العِقد – الوجود والزمان والسرد). نسخة محفوظة 20 ديسمبر 2016 على موقع واي باك مشين.
  - بسمة الصَّيَّاديّ – مِعطفُ الرَّماد جسدُ الضَّوء (2) (فن الشذرة في أدب بسمة الصيّادي). نسخة محفوظة 20 ديسمبر 2016 على موقع واي باك مشين.
- لقاءٌ وحوار مع الكاتب جوزف لبُّس، إعداد وتقديم: رائد العيد، تحت عنوان «قراءة الفن»، ضمن برنامج «برودكاست المقهى» الحلقة 16.
- مقابلة أجرتها الإعلاميّة مايا الحاج مع الباحث جوزف لبّس، يتحدث فيها الكاتب عن مكتبته وكتبه. مجلّة لها، العدد 587، ديسمبر 2011.
- «يوميّات معلّم في زمن الكورونا»، مجلّة المشرق الرّقميّة، العدد 16، 2020.